# Aphis salviae
Aphis salviae är en insektsart. Aphis salviae ingår i släktet Aphis och familjen långrörsbladlöss. Enligt den finländska rödlistan är arten starkt hotad i Finland. Artens livsmiljö är åsmoskogar. Inga underarter finns listade i Catalogue of Life.